# Olive
Olive (с англ. — «Оливковый») были британской трип-хоп-группой из Лондона. В состав основателей вошли продюсер, инструменталист и автор песен Тим Келлетт, продюсер и клавишник Робин Тейлор-Ферт и певица Рут-Энн Бойл. Группа выпустила два альбома, второй без Тейлор-Ферт. Их сингл 1996 года «You’re Not Alone» достиг первого места в UK Singles Chart.

## Наследие
На церемонии вручения наград Ivor Novello Awards 1997 года (28 мая 1998 года) Келлетт и Тейлор-Ферт получили награду за лучшую танцевальную музыку за «You’re Not Alone». Песня также была перепета в качестве сингла 2002 года немецким танцевальным продюсером ATB.
Во время американской части промо-тура Trickle группа предположила, что 60–70% их аудитории в то время были геями. Это было признано до такой степени, что финальное шоу тура состоялось на фестивале San Francisco Pride.
Сегодня Olive обычно ставят рядом с исполнителями трип-хопа и электронной музыки середины 1990-х годов, такими как Moloko, Beth Orton и Sneaker Pimps.

## Дискография
Смотри статью «Дискография Olive» в англ. разделе.
- Extra Virgin (1997)
- Trickle (2000)